# Pučenjak
Pučenjak je nenaseljeni otočić u hrvatskom dijelu Jadranskog mora.
Njegova površina iznosi 0,033 km². Dužina obalne crte iznosi 0,67 km.